# Histoire naturelle (Buffon)

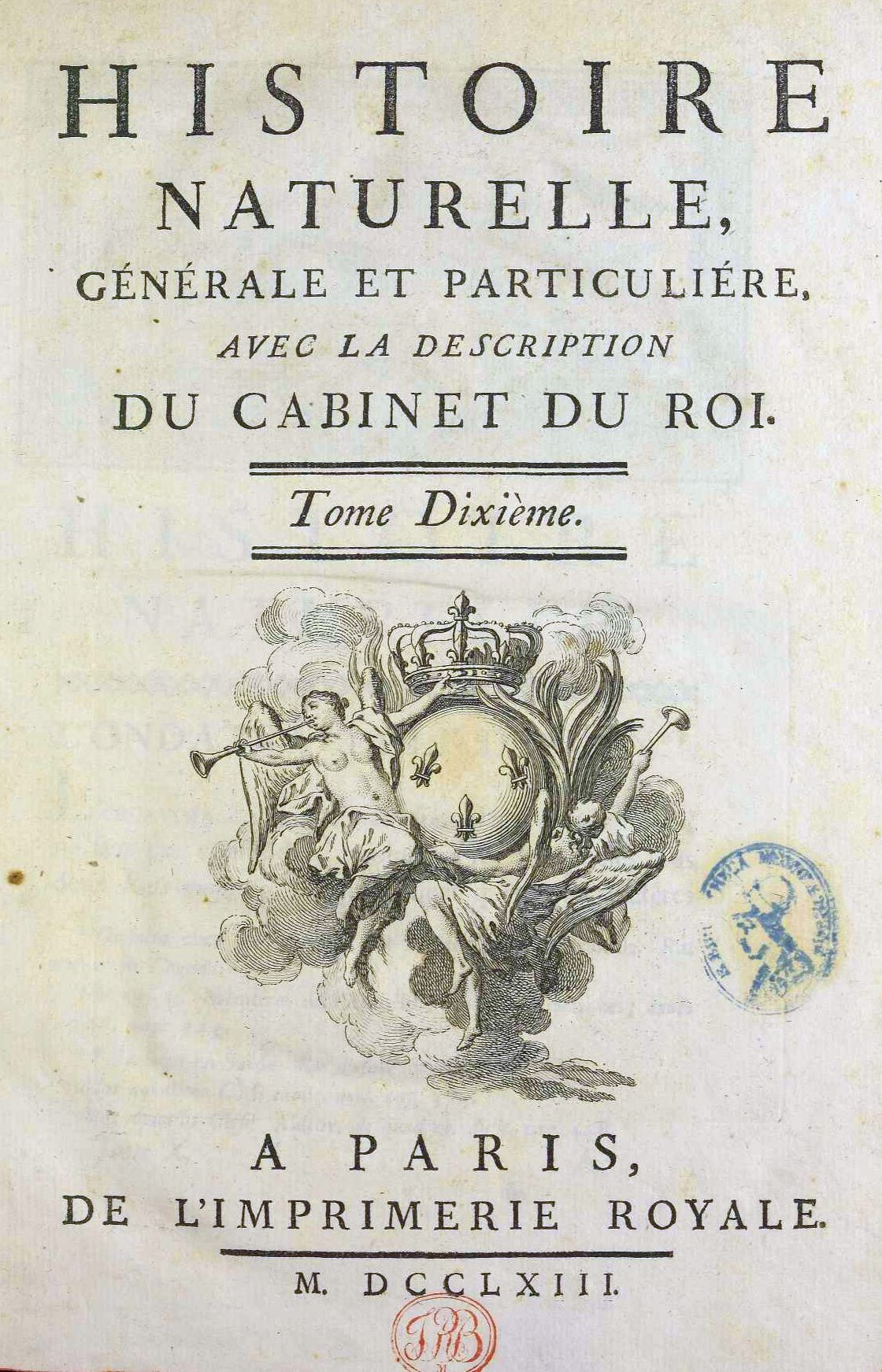
Histoire naturelle, générale et particuliére, tome dixième, 1763

L’Histoire naturelle, générale et particuliére, avec la description du Cabinet du Roi est une collection encyclopédique française d'ouvrages écrits par Buffon, dont la publication en volumes s'étend de 1749 à 1804. C'est l'une des plus importantes entreprises de publication scientifique du Siècle des Lumières.

## L’Histoire naturelle
Buffon (1707-1788) est surtout notoire pour son Histoire naturelle, générale et particuliére, avec la description du Cabinet du Roy, rédigée sur près de 50 ans, à Montbard d'abord dans son cabinet et à la Tour Saint-Louis, puis en sa bibliothèque du Petit Fontenet en 36 volumes parus de 1749 à 1789, plus huit autres après sa mort, grâce à Lacépède. Il y a inclus tout le savoir de l’époque dans le domaine des « sciences naturelles », appellation large regroupant aussi des disciplines qui ressortissent aujourd'hui à la science des matériaux, à la physique, à la chimie ou à la technologie. C’est dans cet ouvrage qu’il relève les ressemblances morphologiques entre l’homme et le singe, quoiqu'il pense ceux-ci dénués de pensée, ce qui les diffère profondément de l'Homme. Il considère comme possible une reproduction viable entre un singe et une femme noire.
L’attention que Buffon accorde à l’anatomie interne le place parmi les précurseurs de l’anatomie comparative. « L’intérieur, dans les êtres vivants, est le fond du dessin de la nature », écrit-il dans les Quadrupèdes.
L’Histoire naturelle, qui devait embrasser tous les règnes de la nature, ne comprend que les minéraux et une partie des animaux (quadrupèdes et oiseaux). Elle est accompagnée d’une Théorie de la Terre, de Discours en forme d’introduction, et de suppléments parmi lesquels se trouvent les Époques de la nature, un des plus beaux ouvrages de l’auteur.
Les Suppléments traitent d'ailleurs de sujets divers : on y trouve, entre autres (Suppléments IV), le Discours sur le style (Discours prononcé à l'Académie française le jour de sa réception le 25 août 1753) et l’Essai d'arithmétique morale.
Parmi ses collaborateurs, il faut citer, pour les quadrupèdes, Louis Jean-Marie Daubenton, qui se chargea de la partie des descriptions anatomiques, remplacé plus tard, pour les oiseaux, par Philippe Guéneau de Montbeillard, auquel s’adjoignent, à partir de 1767, Barthélemy Faujas de Saint-Fond, l’abbé Bexon et Charles-Nicolas-Sigisbert Sonnini de Manoncourt. Toute la partie descriptive et anatomique de l’Histoire des Quadrupèdes fut l'ouvrage de Daubenton et de Mertrud.
Buffon attachait beaucoup d’importance aux illustrations, qui furent assurées par Jacques de Sève pour les quadrupèdes et François-Nicolas Martinet pour les oiseaux. Près de 2 000 planches parsèment en effet l’œuvre, représentant les animaux avec un fort souci esthétique et anatomique, dans des décors oniriques et mythologiques.
Buffon collabora, pour les minéraux, avec André Thouin. Barthélemy Faujas de Saint-Fond fournit, de même que Louis Bernard Guyton de Morveau, la documentation des tomes sur les minéraux.
L’Histoire naturelle connut un succès immense, presque aussi important que l’Encyclopédie de Diderot, qui parut à la même époque. Les trois premiers volumes de L’Histoire naturelle, générale et particuliére, avec la description du cabinet du Roi connurent trois rééditions successives qui furent épuisées en six semaines.
Cette encyclopédie est découpée en 36 volumes :
- trois volumes en 1749 : De la manière d’étudier l’histoire naturelle suivi de la Théorie de la Terre, Histoire générale des animaux et Histoire naturelle de l’homme ;
- douze volumes sur les quadrupèdes (de 1753 à 1767) ;
- neuf volumes sur les oiseaux (de 1770 à 1783) ;
- cinq volumes sur les minéraux (de 1783 à 1788), le dernier contient le Traité de l’aimant, dernier ouvrage publié du vivant de Buffon ;
- sept volumes de suppléments (de 1774 à 1789), dont les Époques de la nature (à partir de 1778).

L’Histoire naturelle est imprimée d’abord à l’Imprimerie royale en 36 volumes (1749-1789).
Buffon rachète, en 1764, les droits d'édition de son œuvre.
Elle est continuée par Lacépède, qui décrit les quadrupèdes ovipares, les serpents, les poissons, les cétacés en 8 volumes (1788-1804).

## Principaux collaborateurs de Buffon
- Jacques-François Artur (1708-1779)
- Gabriel Léopold Charles Amé Bexon (1748-1785)
- Louis-Jean-Marie Daubenton (1716-1799)
- Edme-Louis Daubenton (1732-1786)
- Jacques de Sève (actif 1742-1788)
- Barthélémy Faujas de Saint-Fond (1741-1819)
- Philibert Gueneau de Montbeillard (1720-1785)
- Louis Bernard Guyton de Morveau (1737-1816)
- Bernard Germain Étienne de la Ville-sur-Illon, comte de Lacépède (1756-1825)
- François-Nicolas Martinet (1731-1800)
- Jean-Claude Mertrud (1728–1802)
- Charles Nicolas Sigisbert Sonnini de Manoncourt (1751-1812)
- André Thouin (1747-1823)

## Éditions

### Édition originale de Buffon continuée par Lacépède
L'édition originale de L’Histoire naturelle de Buffon comprend 36 volumes in-4° répartis en séries : Histoire de la Terre et de l'Homme, Quadrupèdes, Oiseaux, Minéraux, Suppléments.
Buffon a fait éditer 35 volumes de son vivant. Peu de temps avant sa mort, le cinquième et dernier tome de l’Histoire des minéraux paraît en 1788 à l'Imprimerie des Bâtiments du Roi.
Le septième et dernier volume des Suppléments de Buffon est publié à titre posthume en 1789 par les soins de Lacépède.
Étienne de Lacépède (1756-1825) continue la partie de L’Histoire naturelle qui traite des animaux et enrichit l’ouvrage.
Quelques mois avant la mort de Buffon, en 1788, Lacépède publia, comme continuation de Buffon, le premier volume de son Histoire des Reptiles, consacré aux Quadrupèdes ovipares. L'année suivante, il écrit le second volume qui traite des Serpents, dont la publication commence avec la Révolution.
En tête du 2e volume des Reptiles, Lacépède rend hommage à Buffon.
Entre 1798 et 1803, il fait paraître les tomes de L’Histoire des Poissons. Lacépède s'inspire largement des notes et des collections laissées par Philibert Commerson (1727-1773). Il écrit L’Histoire des Cétacés imprimée en 1804.
Lorsque le dernier tome paraît en 1804, L’Histoire naturelle de Buffon, continuée par Lacépède, comprend alors 44 volumes in-4° formant l’édition définitive.
L’Histoire naturelle, générale et particuliére, avec la description du Cabinet du Roi (1749-1767)
- Tome I : Premier Discours - De la manière d’étudier et de traiter l’histoire naturelle, Second Discours - Histoire et théorie de la Terre- écrit à Montbard le 3 octobre 1744, Preuves de la théorie de la Terre- Article I "De la formation des Planètes" écrit le 20 septembre 1745, Article VI "Géographie" comprenant 2 cartes terrestres, l'une de l'ancien continent depuis la Pointe de la Tartarie Orientale jusqu'au Cap de Bonne Espérance, l'autre du nouveau continent depuis la riv. de la Plata jusqu'au delà du Lac des Assmiboils, dressées sous les yeux de Mr de Buffon par le Sr Robert de Vaugondy, fils de M. Robert géographe du Roi, en 1749
- Tome II : Histoire générale des Animaux, Histoire naturelle de l'Homme, 1749
- Tome III : Description du cabinet du Roi, Histoire naturelle de l'Homme, 1749
- Tome IV (Quadrupèdes I) : Discours sur la nature des Animaux, Les Animaux domestiques, 1753
- Tome V (Quadrupèdes II) : 1755
- Tome VI (Quadrupèdes III) : Les Animaux sauvages, 1756
- Tome VII (Quadrupèdes IV) : Les Animaux carnassiers, 1758
- Tome VIII (Quadrupèdes V) : 1760
- Tome IX (Quadrupèdes VI) : 1761
- Tome X (Quadrupèdes VII) : 1763
- Tome XI (Quadrupèdes VIII) : 1764
- Tome XII (Quadrupèdes IX) : 1764
- Tome XIII (Quadrupèdes X) : 1765
- Tome XIV (Quadrupèdes XI) : Nomenclature des Singes, De la dégénération des Animaux, 1766
- Tome XV (Quadrupèdes XII) : 1767

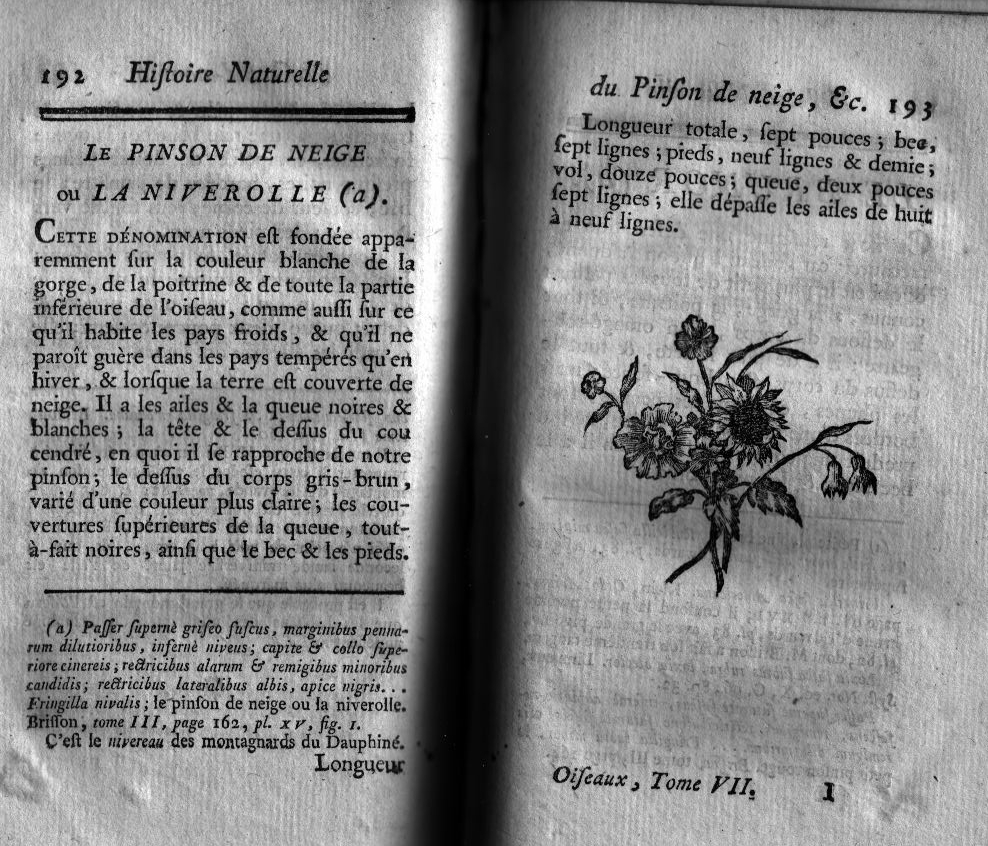
Description du pinson de neige, ou niverolle (1779).

L’Histoire naturelle des Oiseaux (1770-1783)
- Tome XVI (Oiseaux I) : 1770
- Tome XVII (Oiseaux II) : 1771
- Tome XVIII (Oiseaux III) : 1775
- Tome XIX (Oiseaux IV) : 1778
- Tome XX (Oiseaux V) : 1778
- Tome XXI (Oiseaux VI) : 1779
- Tome XXII (Oiseaux VII) : 1780
- Tome XXIII (Oiseaux VIII) : 1781
- Tome XXIV (Oiseaux IX) : 1783

L’Histoire naturelle des Minéraux (1783-1788)
- Tome XXV (Minéraux I) : 1783
- Tome XXVI (Minéraux II) : 1783
- Tome XXVII (Minéraux III) : 1785
- Tome XXVIII (Minéraux IV) : 1786
- Tome XXIX (Minéraux V) : Traité de l'Aimant et de ses usages, 1788

Suppléments à l’Histoire naturelle, générale et particuliére (1774-1789)
- Tome XXX (Suppléments I) : Servant de suite à la Théorie de la Terre, et d’introduction à l’Histoire des Minéraux, 1774
- Tome XXXI (Suppléments II) : Servant de suite à la Théorie de la Terre, et de préliminaire à l’Histoire des Végétaux - Parties Expérimentale & Hypothétique, 1775
- Tome XXXII (Suppléments III) : Servant de suite à l'Histoire des Animaux quadrupèdes, 1776
- Tome XXXIII (Suppléments IV) : Servant de suite à l'Histoire naturelle de l'Homme, 1777
- Tome XXXIV (Suppléments V) : Des Époques de la nature, 1779
- Tome XXXV (Suppléments VI) : Servant de suite à l'Histoire des Animaux quadrupèdes, 1782
- Tome XXXVI (Suppléments VII) : Servant de suite à l'Histoire des Animaux quadrupèdes, 1789

L’Histoire naturelle des Quadrupèdes ovipares et des Serpents (1788-1789)
- Tome XXXVII (Reptiles I) : Histoire générale et particuliére des Quadrupèdes ovipares , 1788
- Tome XXXVIII (Reptiles II) : Histoire des Serpents, 1789

L’Histoire naturelle des Poissons (1798-1803)
- Tome premier (Poissons I) : 1798
- Tome second (Poissons II) : 1800
- Tome troisième (Poissons III) : 1802
- Tome quatrième (Poissons IV) : 1802
- Tome cinquième (Poissons V) : 1803

L’Histoire naturelle des Cétacés (1804)
- Tome non numéroté (Cétacées[6]) : 1804

### Variations dans les éditions de Buffon et Lacépède
Une autre édition au format in-4° est sortie des presses de l'Imprimerie royale en 36 volumes (1774-1804). Elle est constituée de 28 volumes par Buffon auxquels font suite les 8 volumes par Lacépède. La partie des articles anatomiques, par Daubenton, en est retranchée. Les suppléments ont été refondus dans le corps de l'ouvrage et insérés à leurs articles respectifs.
L'Imprimerie royale a aussi publié deux éditions de L’Histoire naturelle au format in-12 (1752-1805), formant 90 ou 71 volumes, suivant qu'elles comprennent ou non la partie anatomique. Dans ce format d'impression, l'ouvrage original de Buffon comprend 73 volumes (avec la partie anatomique) ou 54 volumes (sans la partie anatomique). La suite, donnée par Lacépède, forme 17 volumes in-12.
Une édition de luxe de L’Histoire naturelle des Oiseaux (1771-1786) a été réalisée par l'Imprimerie royale en 10 volumes in-folio et in-4°, comprenant 1008 planches gravées et aquarellées à la main, dont l'exécution fut dirigée sous les yeux de Buffon, par Daubenton le jeune, cousin germain et beau-frère de son collaborateur principal.
Une autre édition Aux Deux-Ponts, chez SANSON & Compagnie comprenant 71 volumes au format in-12 a été publiée entre 1785 et 1804; 45 de ces volumes sont écrits par M.de Buffon seul, 7 co-écrits avec Guéneau de Montbeillard, 19 écrits par M. le Comte de LA CEPEDE (devenu le citoyen LA CEPEDE après 1789), ces 19 volumes étant édités sous une reliure identique aux premiers chez Plassan, imprimeur-libraire à Paris.

## Illustrations

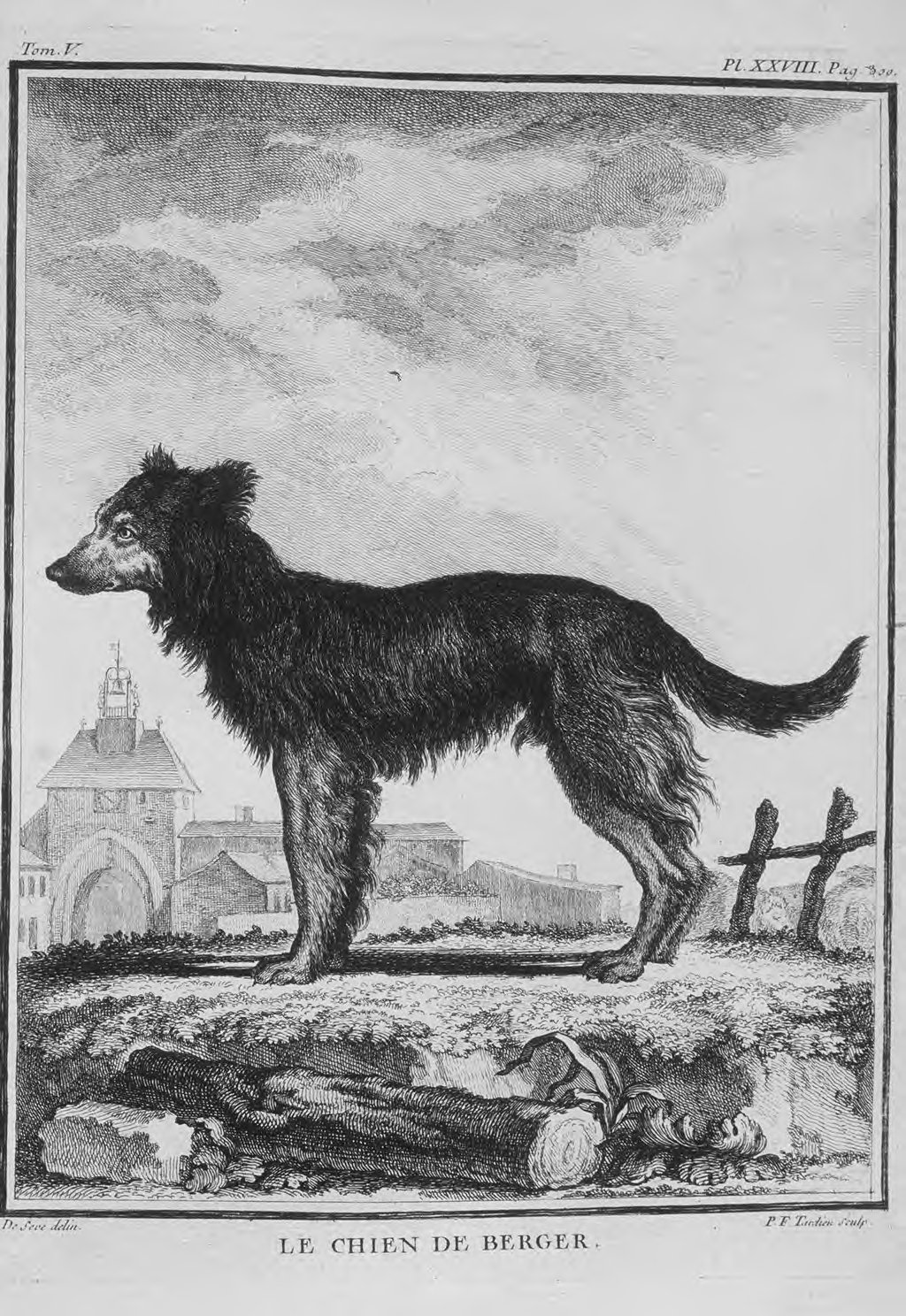
Le Chien de berger, dessiné par De Sève.
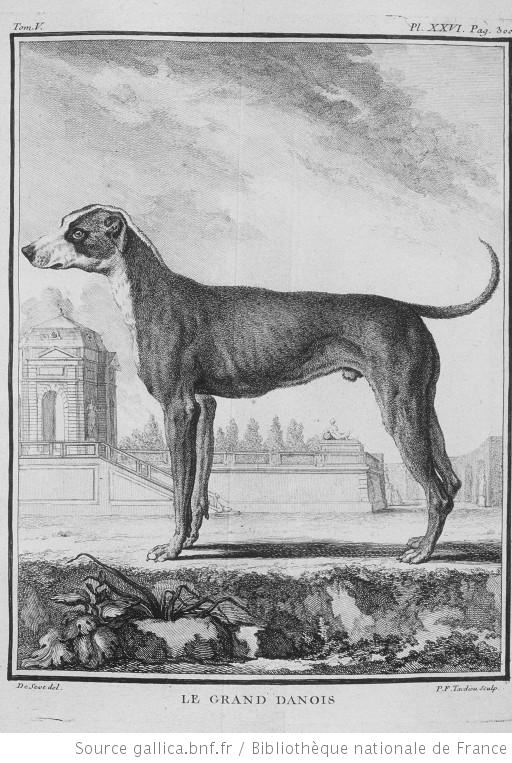
Le Grand Danois, dessiné par De Sève.
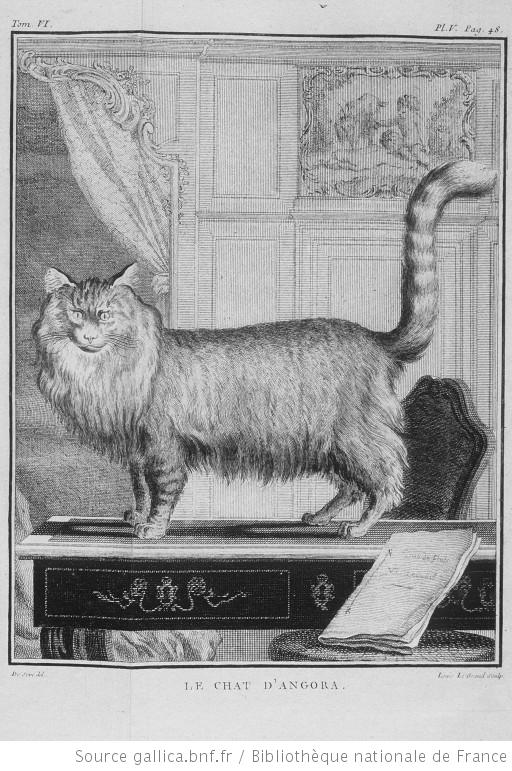
Le Chat d'Angora, dessiné par Buvée.
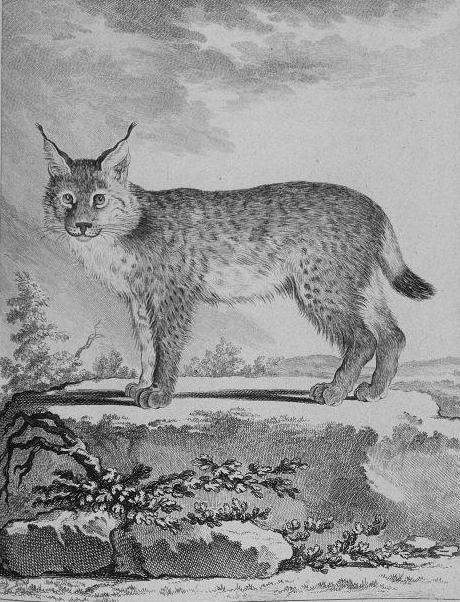
Le Lynx, dessiné par De Sève.
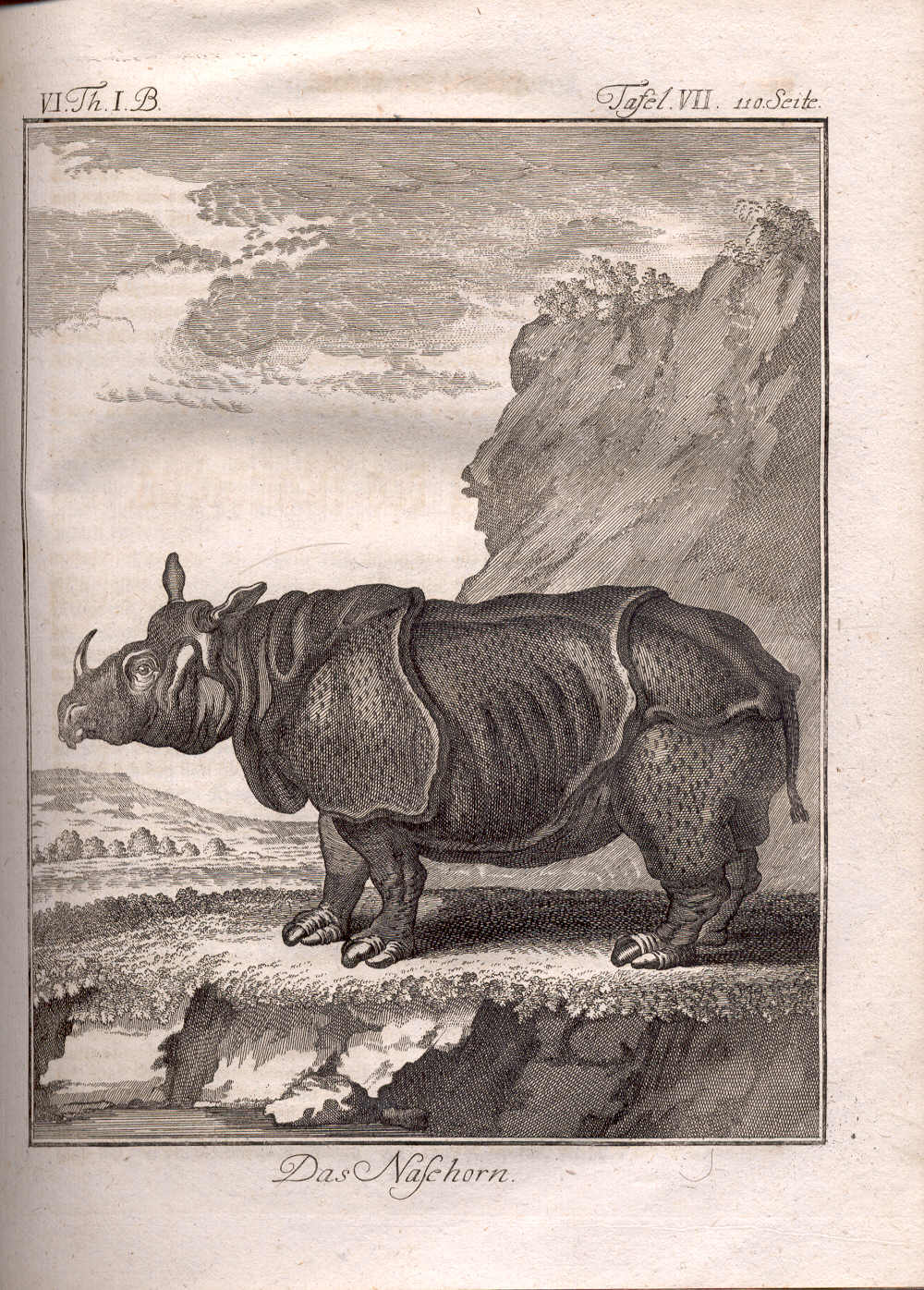
Le Rhinocéros unicorne, édition de Leipzig, 1767. Le « modèle » est le rhinocéros femelle Clara (1738-1758).
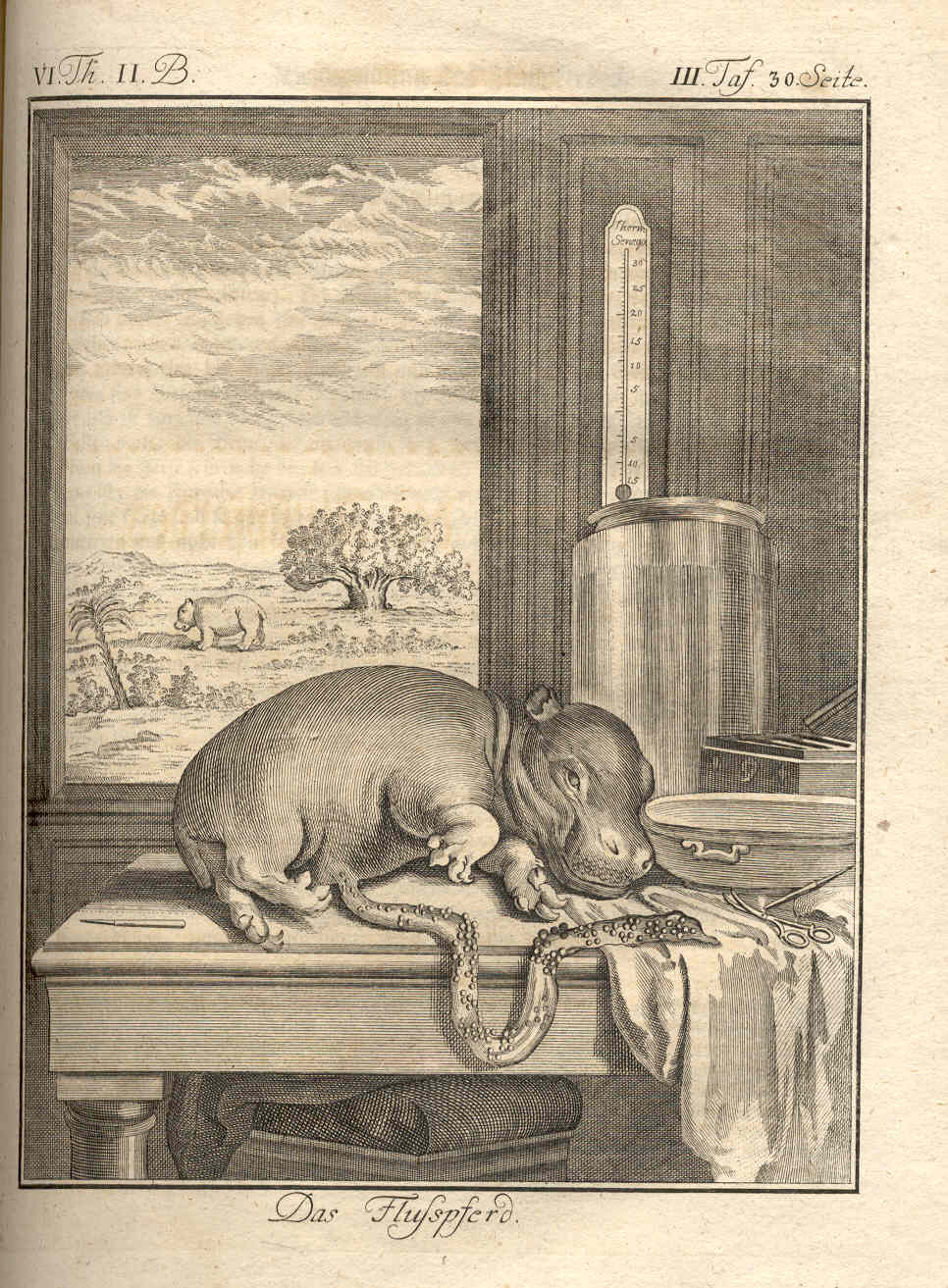
L'Hippopotame, édition de Leipzig, 1767.
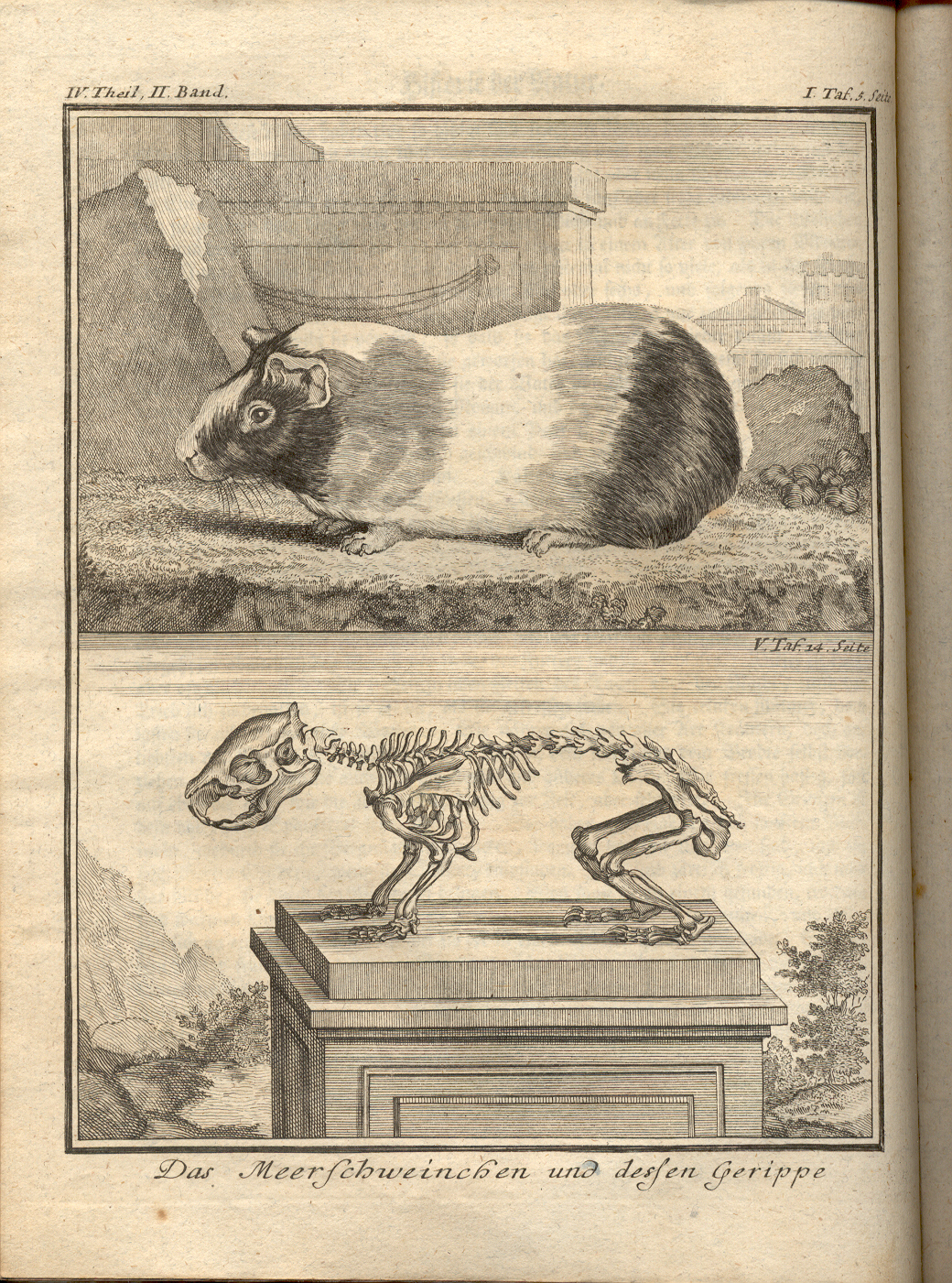
Le Cochon d'Inde, édition de Hambourg et Leipzig, 1765.
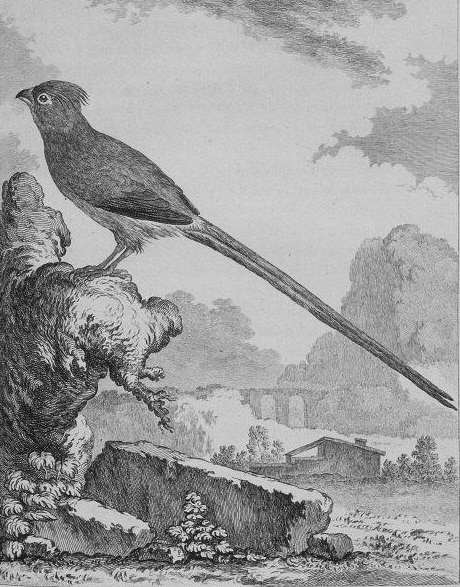
Le Coliou huppé.